# Gordana Siłjanowska-Dawkowa
Gordana Siłjanowska-Dawkowa (mac. Гордана Силјановска-Давкова; ur. 11 maja 1953 w Ochrydzie) – macedońska polityk, prawniczka i nauczycielka akademicka, profesor, w latach 1992–1994 minister bez teki, od 2024 prezydent Macedonii Północnej.

## Życiorys
Ukończyła szkołę podstawową i średnią w Skopju, a w 1978 prawo na Uniwersytecie Świętych Cyryla i Metodego w Skopju. Doktoryzowała się w 1993 na Uniwersytecie Lublańskim. Po studiach pozostała na uczelni w Skopju, gdzie została początkowo asystentką profesora Władimira Mitkowa. Pełną profesurę na tym uniwersytecie uzyskała w 2004. Specjalizowała się w prawie konstytucyjnym i systemach politycznych.
Na początku lat 90. działała także politycznie. Pracowała w komisji konstytucyjnej Zgromadzenia Republiki Macedonii (1991–1992). W latach 1992–1994 pełniła funkcję ministra bez teki w gabinecie Branka Crwenkowskiego. Współtworzyła macedońską organizację krajową Ruchu Europejskiego. Od połowy lat 90. obejmowała różne funkcje doradcze i eksperckie. Od 2008 do 2016 była członkinią Europejskiej Komisji na rzecz Demokracji przez Prawo.
W lutym 2019 została kandydatką Wewnętrznej Macedońskiej Organizacji Rewolucyjnej – Demokratycznej Partii Macedońskiej Jedności Narodowej (WMRO-DPMNE) w wyborach prezydenckich w tym samym roku. W pierwszej turze głosowania zajęła drugie miejsce z wynikiem 42,3% głosów. W drugiej turze przegrała wybory – otrzymała 44,8% głosów, a jej konkurent Stewo Pendarowski dostał 51,7% głosów. W wyborach w 2020 z ramienia WMRO-DPMNE uzyskała mandat posłanki do Zgromadzenia Republiki Macedonii Północnej.
W 2024 ponownie wystartowała w wyborach prezydenckich. W pierwszej turze zajęła pierwsze miejsce, otrzymując 40,1% głosów. W drugiej turze otrzymała 65,1% głosów, pokonując tym razem Stewa Pendarowskiego i wygrywając wybory. Urząd objęła po złożeniu ślubowania 12 maja 2024.

## Życie prywatne
Jest zamężna, ma dwoje dzieci.